# Iglesia de El Salvador (Ayamonte)
La iglesia parroquial de Nuestro Señor y Salvador se halla enclavada en la zona más alta y defendible de la ciudad de Ayamonte, Huelva, junto al parador nacional de turismo. La iglesia está declarada Bien de Interés Cultural, con categoría de Monumento.

## Emplazamiento
Construida en un altozano, junto al antiguo Castillo de Ayamonte, cuyas ruinas fueron demolidas en 1964, siendo esta zona una de las más fácilmente defendibles de la ciudad, ya que se encuentra en un emplazamiento con una considerable altitud.
Hay varias teorías sobre el lugar donde está emplazada la iglesia, pero la más extendida es que se encuentra en el lugar que ocupaba una mezquita árabe.

## Historia
Esta zona era el primitivo núcleo de la ciudad, y la iglesia junto con el castillo eran los dos principales edificios de la villa medieval de Ayamonte.
Tras la caída de Mértola en manos de las tropas cristianas, el poder de los musulmanes en el suroeste de la Peínsula Ibérica se empezaba a debilitar. En pocos años se empezaron a conquistar zonas de Alájar, Ayamonte, Huelva y el Algarve, y esto no hacía más que acrecentar la rivalidad entre la Corona de Castilla y el Reino de Portugal, cuyo rey Sancho II, conquistó Ayamonte a los musulmanes en 1239. Ayamonte fue cedida por Sancho II a la Orden de Santiago, y tras varios acontecimientos pasó a manos de la Corona de Castilla durante el reinado de Alfonso XI, que le concedió estas tierras a los Pérez de Guzmán, que se convirtieron en Marquesado de Ayamonte#Condado de Ayamonte|condes de Ayamonte. No fue hasta el reinado de los Reyes Católicos cuando los condes de Ayamonte obtuvieron el título de marqueses de Ayamonte.

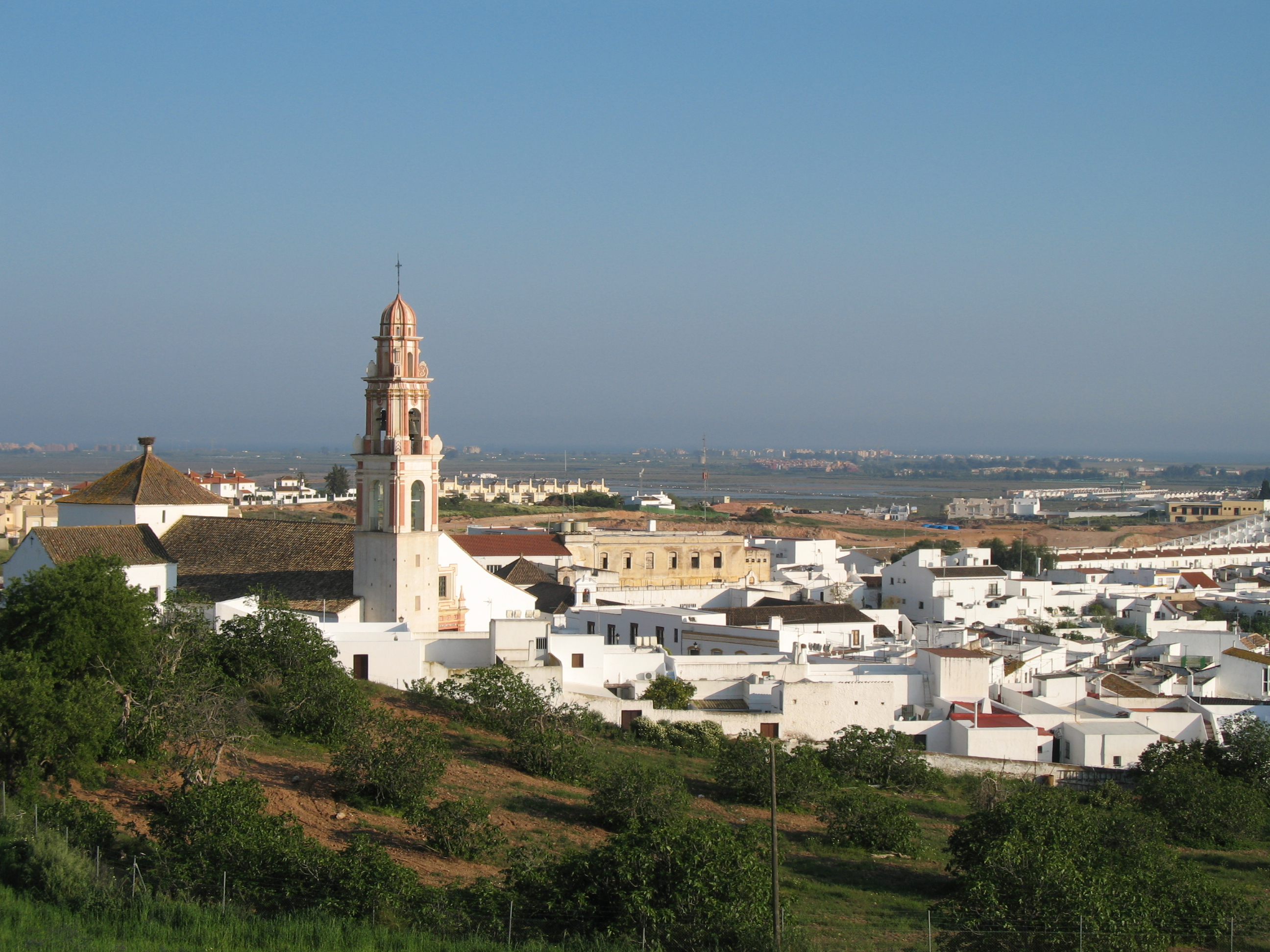
Vista de la Parroquia del Salvador desde la colina donde se ubicaba el Castillo de Ayamonte

Después de la Reconquista, la población de Ayamonte fue creciendo y se vio la necesidad de crear una parroquia que estuviera fuera del castillo, ya que fue por los alrededores de la fortaleza por donde se fueron construyendo las viviendas. Dicho templo, la Parroquia del Salvador fue construido en el siglo XV, en torno a 1400, sobre las ruinas de un antiguo templo, posiblemente la mezquita de la villa durante la época de dominación musulmana. La iglesia fue construida en estilo mudéjar, siguiendo el estilo de la típica iglesia sevillana de la Alta Edad Media, con claras influencias artísticas islámicas. Del antiguo templo en ruina sólo se conserva el primer cuerpo de la torre.
Durante el siglo XVI, se llevaron a cabo algunas reformas en la iglesia, como la apertura de una puerta en una de las paredes laterales y el segundo cuerpo de la torre.
El reloj de la torre fue durante muchos años el único reloj de la ciudad, y se tiene constancia que en el siglo XVIII, el cabildo de la parroquia costeó una reparación del reloj.
La iglesia, al igual que muchos otros edificios religiosos de la época, sufrió el terremoto de Lisboa de 1755, en el que se desplomó la torre de la iglesia y las columnas se doblaron y se hundieron en el suelo. Como curiosidad, a día de hoy, aún se pueden ver las columnas hundidas y dobladas.
En 1804 se vendieron gran parte de las tierras que pertenecían a la iglesia, y a mediados del siglo XIX fueron trasladados a la Parroquia los restos de Fray Gregorio de la Cruz, obispo de Calabria.

## Descripción
Iglesia de estilo mudéjar compuesta de tres naves, siendo la central mucho más grande que las laterales, separadas por arcos ojivales.
La torre de campanario está situada a la izquierda de la puerta central de la iglesia, consta de tres cuerpos de los cuales el último es el campanario de estilo barroco y construido tras el terremoto de Lisboa (1755) y levantada con donativos de la familia ayamontina de los Galdames.
La capilla mayor, donde se encuentra el altar, está elevada del resto de la iglesia por unas escaleras, además se encuentra separada por un arco toral de medio punto rematado por el escudo de la Casa de Ayamonte realizado en yeso.
En la nave del Evangelio, encontramos la capilla de la Hermandad de la Real e Ilustre y Muy Antigua Hermandad Sacramental del Salvador y Cofradía de Penitencia de la Oración en el Huerto, Nuestro Padre Jesús Caído y Nuestra Señora de la Amargura, construida en 1759 por don Cristóbal Rivero González y doña Teresa de Aguilar Ovando. Posee la iglesia una custodia del siglo XVII de estilo Barroco Peruano.

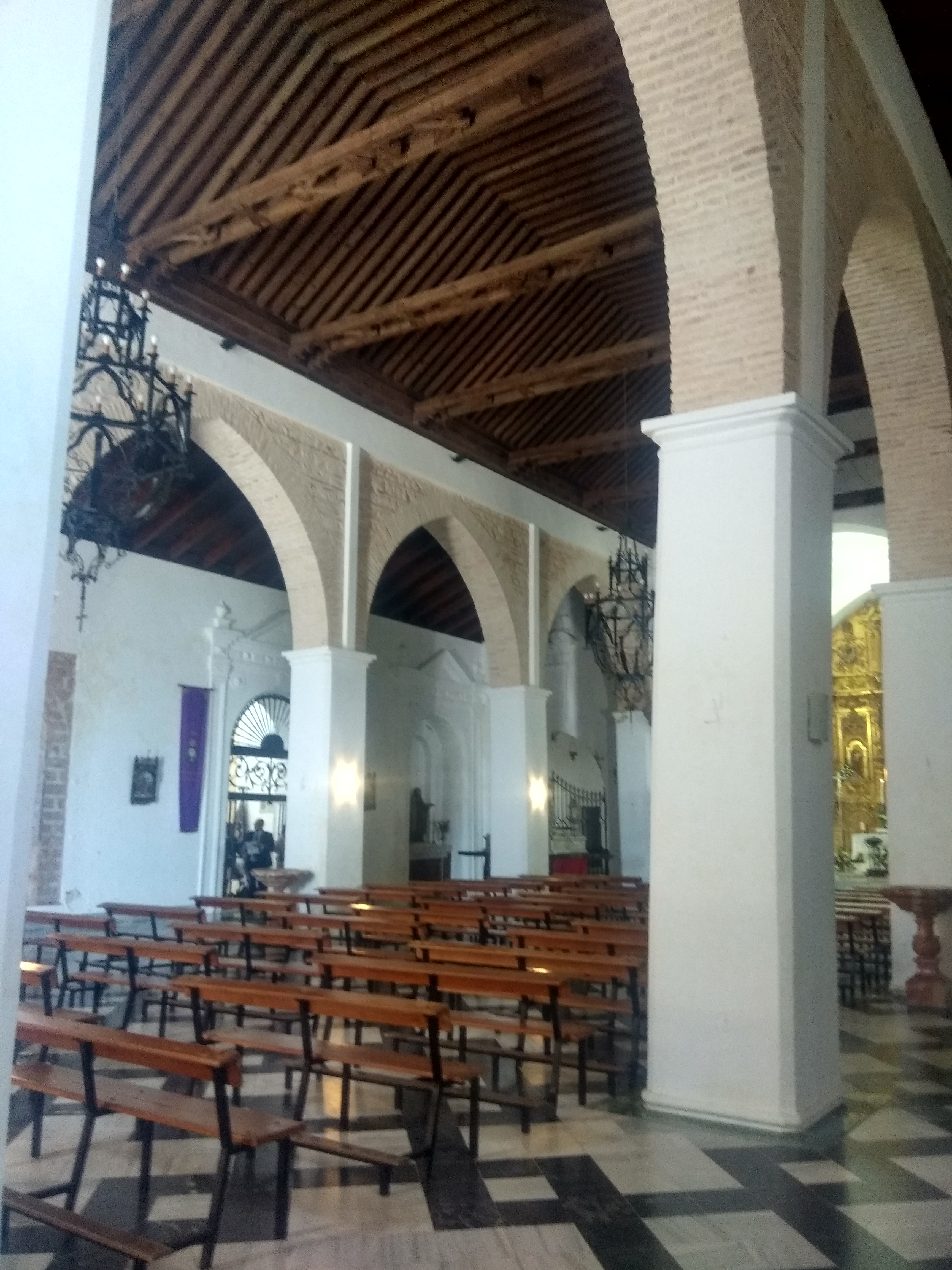
Interior: naves y artesonado mudéjar

### Retablo y pinturas flamencas (sigloXVI)
En el interior se observa poca ornamentación en una nave muy espaciosa y de claro estilo mudéjar. Cuenta esta iglesia con un retablo del siglo XVIII, representando a la Inmaculada Concepción, y con la ornamentada hornacina centranda el mismo, franqueada por estatuas de los cuatro evangelistas. El retablo fue realizado en 1740, en estilo churrigueresco, que gira en torno a la hornacina central, donde se encuentra la imagen de El Salvador.
Las extraordinarias tablas flamencas del siglo XVI formaron parte del retablo mayor de la Iglesia, y están atribuidas al pintor flamenco Jan Sanders van Hemessen. Se cree que el retablo pudo estar formado por tres cuerpos. El tema iconográfico que desarrollaba el retablo con las tablas flamencas era el de la Resurrección de Cristo. Todas las pinturas están realizadas con la técnica de temple sobre una preparación de estuco y están soportadas por madera de roble.
Actualmente, las tablas no se encuentran en la parroquia sino en el Centro Cultural "Casa Grande", en Ayamonte.

### Capilla de San José
En julio de 1735, Antonio Díaz Montaño pide en su testamento ser enterrado en el interior de la iglesia, además se construyó la capilla de San José entre 1756 y 1759. Actualmente la antigua capilla de San José es la capilla de la Hermandad Sacramental de Jesús Caído. En ella se encuentra un retablo del siglo XVIII con cuatro hornacinas. En dichas hornacinas encontramos las imágenes titulares de la Hermandad de Jesús Caído, y en la hornacina de la parte superior, una imagen del Sagrado Corazón de Jesús.

### Puertas
Encontramos dos puertas en el edificio. La puerta más antigua, tiene forma de arco de medio punto, está situada en el muro sur y da a la Plaza del Salvador, mientras que la otra puerta, de mediados del siglo XVIII, se encuentra en el muro oeste, junto al campanario, y se conoce con el nombre de Puerta del Perdón. Por aquí realizan la salida tanto los titulares de la Hermandad Sacramental de Jesús Caído como , el primer domingo de agosto, la imagen de Nuestro Señor y Salvador.

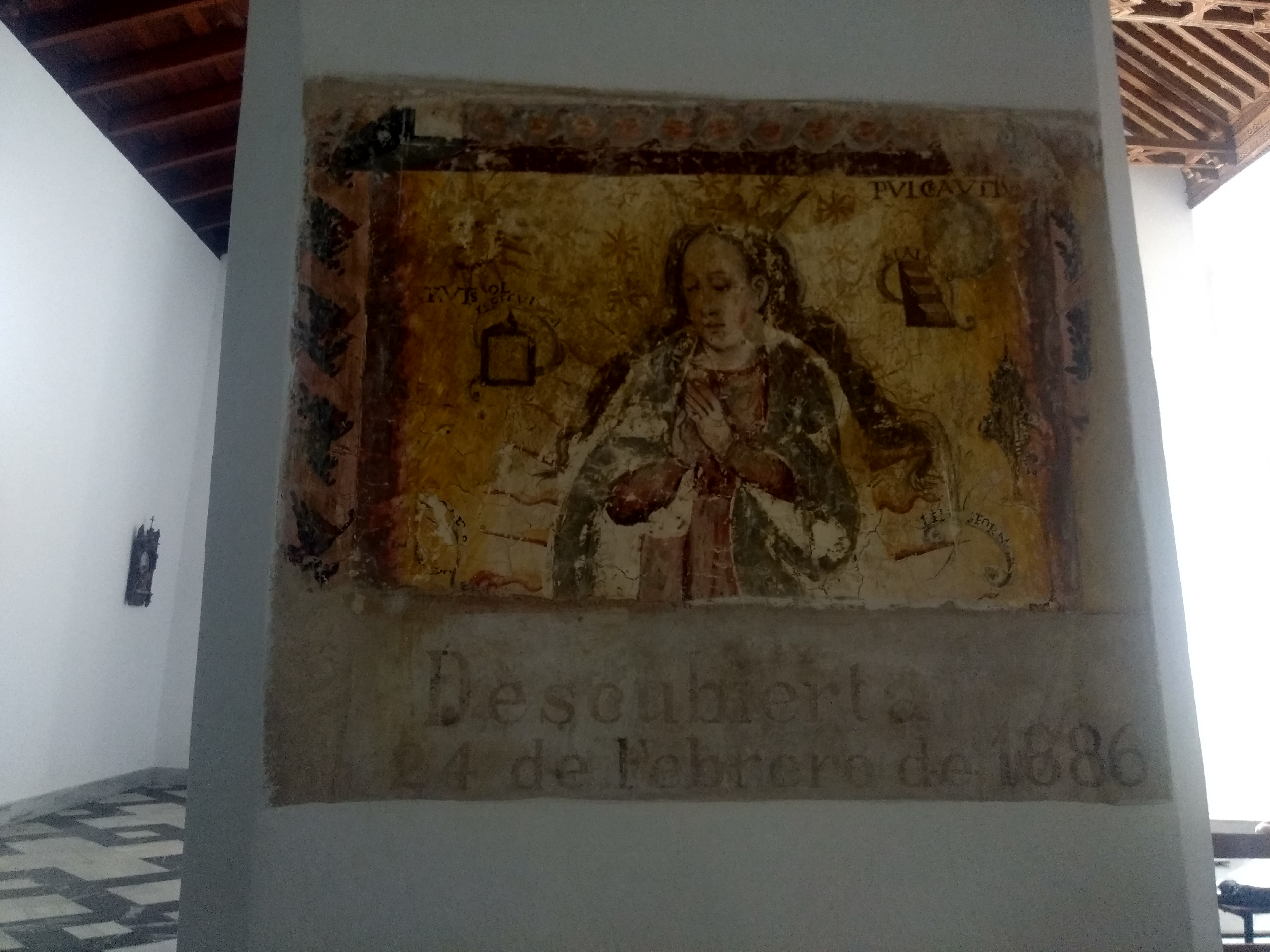
Inmaculada en un pilar de la nave de la Epístola

### Imágenes
Jesús Orando en el Huerto, imagen titular de la Hermandad de Jesús Caído, obra de Antonio León Ortega, esta obra de imaginería y el Ángel que lo acompaña cada Jueves Santo están incluidas en el catálogo de bienes de interés cultural de Andalucía.
Nuestro Padre Jesús Caído, imagen titular de la Hermandad del mismo nombre. La imagen original, de autor anónimo, fue destruida en la Guerra Civil; años después la cabeza fue encontrada en un vertedero y a partir de esta se talló el cuerpo por el imaginero ayamontino Antonio León Ortega.
Nuestra Señora de la Amargura, imagen titular de la Hermandad de la Hermandad de Jesús Caído, obra del imaginero ayamontino José Vázquez Sánchez.
Nuestro Señor y Salvador. Esta advocación da nombre a la iglesia, así como a la Parroquia de la misma, que incluye la Capilla del Socorro y el Templo de San Francisco.

## Hermandades y cofradías
La Hermandad Sacramental del Salvador fue fundada en 1718 y la Cofradía de Penitencia en 1918, primitivamente era conocida como Cofradía de Penitencia de Jesús Caído en su encuentro con María Santísima de la Amargura. En la Guerra Civil, como la mayoría de hermandades, sufrieron la destrucción del arte sacro.
Debido a la falta de imágenes titulares, se encargó la figura de Jesús Caído, que actualmente preside la casa de hermandad y dos soldados romanos al taller de arte sacro de Olot. La imagen de Jesús Caído que procesiona en la actualidad.
Con el fin de aumentar la imaginería se encarga a José Vázquez Sánchez la talla de Nuestra Señora de la Amargura. Comienza a realizar su estación de penitencia acompañada de una Cruz con sudario, para mas tarde realizarla bajo palio. El manto con el cual realiza su estación de penitencia es una pieza de Carrasquilla que fue restaurada en 2020.
Coincidiendo con el 50 aniversario de la hermandad se incorpora la imagen de Jesús Orando en el Huerto, obra de Antonio León Ortega.
La hermandad Sacramental y la Cofradía de penitencia se fusionaron en 2003 y la hermandad paso a llamarse «Real, Ilustre y Muy Antigua Hermandad Sacramental del Salvador y Cofradía de Penitencia de la Oración en el Huerto, Nuestro Padre Jesús Caído y Nuestra Señora de la Amargura». El escudo y el habito de nazareno cambiaron tras la fusión.